# Смирнов, Андрей Кириллович
Андре́й Кири́ллович Смирно́в (15 (27) августа 1895 года, Санкт-Петербург, Российская империя — 8 октября 1941 года, близ села Поповка (по другим данным близ села Алексеевка), ныне село Смирново, Запорожская область, Украина) — советский военачальник, командующий войсками 18-й армии во время Великой Отечественной войны, генерал-лейтенант (4.06.1940).

## Биография

### Ранние годы
Родился 15(27) августа 1895 года в Санкт-Петербурге.  

### Первая мировая и Гражданская войны
В 1915 году призван на военную службу в Русскую императорскую армию. В 1916 году Окончил Владимирское военное училище. Принимал участие в боях Первой мировой войны с января 1916 года, когда в чине прапорщика был направлен на должность младшего офицера в 138-й пехотный Болховский полк. В составе полка сражался в 35-й пехотной дивизии 8-й и в 11-й (с мая 1916 года) армиях Юго-Западного фронта. За боевые отличия получил вне очереди воинские звания подпоручика и поручика. 14 октября 1916 года командир роты подпоручик Смирнов А. К. был ранен в бою у деревни Звыжень под Бродами.
В ноябре 1917 года демобилизовался и сразу поступил в Красную Гвардию, был инструктором по боевой подготовке красногвардейских отрядов.
В Красной Армии с февраля 1918 года, вступив в неё одним из первых добровольцев. Во время Гражданской войны в России Андрей Смирнов командовал взводом 1-го Красноармейского полка, был начальником полковой школы 1-го запасного полка, командовал батальоном 504-го стрелкового полка. С ноября 1919 года воевал в 56-й Московской стрелковой дивизии: командир 504-го стрелкового полка, командир 166-й стрелковой бригады.

### Между войнами
После окончания в 1922 году Высших академических курсов Андрей Смирнов служил с августа этого года командиром 168-го стрелкового полка, с августа 1923 года — командиром 58-го стрелкового полка, с октября 1923 года — помощником командира 56-й стрелковой дивизии в Московском военном округе. С января 1924 года — помощник командира 10-й стрелковой дивизии Ленинградского военного округа. В 1927 году окончил Военную академию РККА имени М. В. Фрунзе. Служил начальником 4-го отдела в штабе Кавказской Краснознамённой армии. В 1927 году вступил в ВКП(б).

С октября 1929 года — помощник командира, а с ноября — командир 4-й Туркестанской стрелковой дивизии в Ленинградском военном округе. С февраля 1930 года — командир (с августа 1931 года также и военком) 12-й стрелковой дивизии Отдельной Краснознамённой Дальневосточной армии. Служивший в 1935 году начальником штаба 35-го стрелкового полка 12-й дивизии А. П. Белобородов, будущий генерал армии, так высказывался о службе с комдивом Смирновым, отличавшимся грубостью в обращении с подчиненными: 
«И работа хорошо идет, и работать хочется, а из дивизии надо бежать. Жить с комдивом невозможно». 
Начальник штаба учебного артдивизиона Проскуряков добавлял в том же духе: 
«Душно. Дышать нечем. Мешают тебя с грязью, а ты молчи».
Другие историки отмечают, что Смирнов обладал широким военным кругозором, хорошо владел французским, арабским и персидским языками, обладал большой силой воли.
С июня 1936 года — командир и военком 39-го стрелкового корпуса, с июля 1937 года — заместитель командующего войсками Приморской группы войск Особой Краснознамённой Дальневосточной армии. С декабря 1938 года — начальник Высших стрелково-тактических курсов усовершенствования комсостава пехоты «Выстрел», с сентября 1939 года — начальник Управления военно-учебных заведений РККА. С 26 июля 1940 года — генерал-инспектор пехоты Красной Армии.
При введении генеральских званий в РККА 4 июня 1940 года А. К. Смирнову было присвоено воинское звание генерал-лейтенант. В декабре 1940 года назначен командующим войсками Харьковского военного округа.

### Великая Отечественная война
С начала Великой Отечественной войны командовал 18-й армией Южного фронта, войска которой вели тяжёлые оборонительные бои на южном крыле советско-германского фронта. Армия участвовала в приграничных сражениях в Молдавии, в Тираспольско-Мелитопольской и Уманской оборонительных операциях. В их ходе армия оборонялась в Каменец-Подольском и Могилёв-Подольском укрепленных районах, затем с боями отошла на рубеж Вознесенск, Мариновка, Большая Врадиевка и перешла к обороне. К середине августа войска отступили за Днепр, а к концу сентября — на рубеж между Днепровскими плавнями (южнее Запорожья) и Молочным лиманом.

Окружение вермахтом частей РККА под селом Осипенко

В ходе Донбасско-Ростовской оборонительной операции основные силы 18-й армии были прижаты к морю  . 1 октября 1941 года 30-й армейский корпус вермахта и 3-я румынская армия перешли в наступление и начали преследование 18-й армии. До 4 октября войска 18-й и 9-й армий оборонялись на мелитопольских позициях. В последующие дни 30-й армейский корпус, 3-я румынская армия и 1-я танковая группа вермахта окружили основные силы 18-й армии в районе Большой Токмак — Мариуполь — Осипенко.
Войска 18-й армии закрепились в 3 километрах к югу от Поповки. Оперативная группа штаба армии оказалась в окружении. Утром 8 октября 1941 года командный пункт армии несколько раз был обстрелян в районе Поповки сильным артиллерийским, миномётным и пулемётным огнем. Генерал-лейтенант А. К. Смирнов, находясь рядом со своими бойцами и обеспечивая прорыв из окружения, погиб (по другим данным близ села Алексеевка), ныне — село Смирново, Запорожской области, Украина.

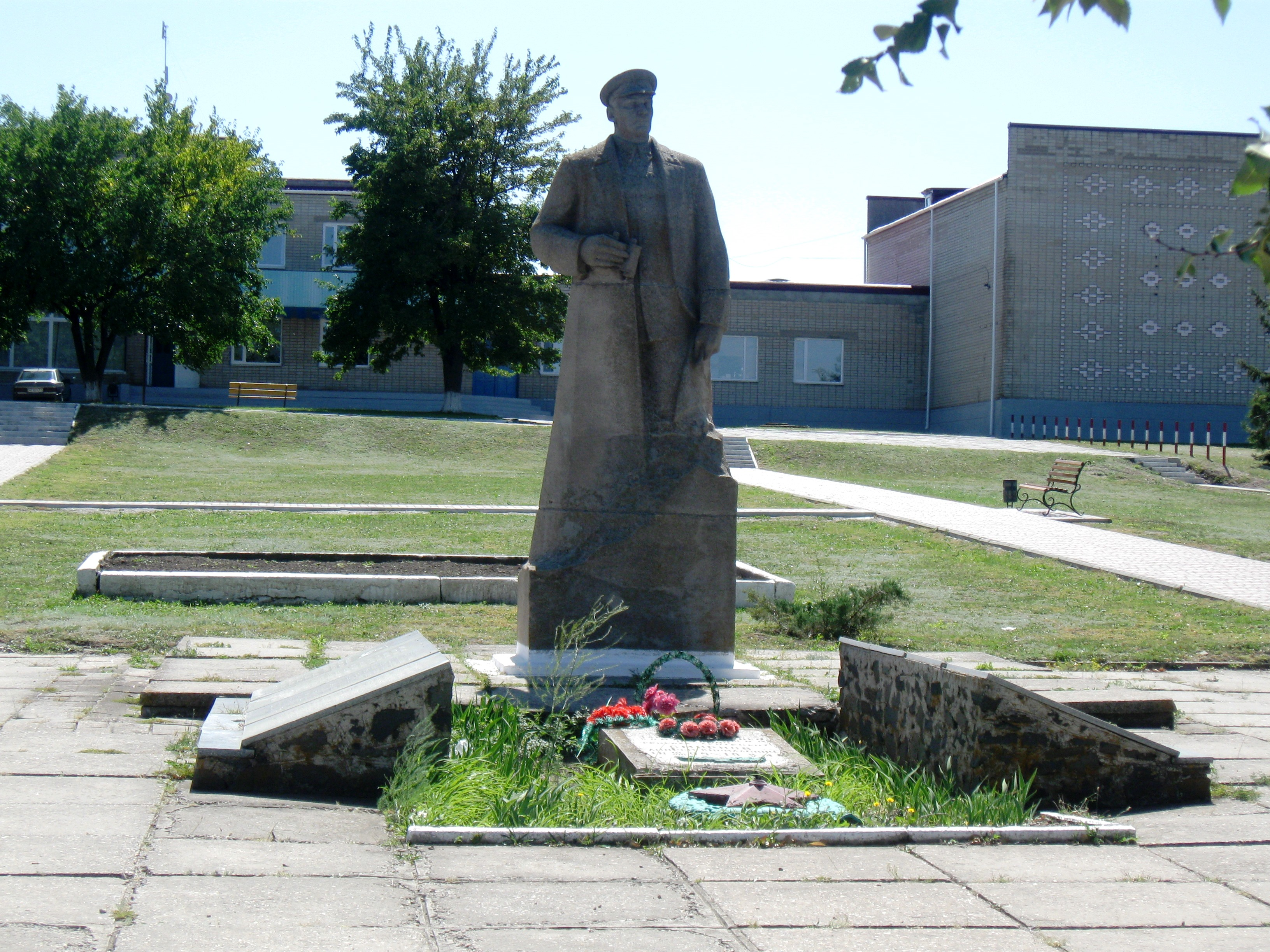
Могила генерал-лейтенанта А. К. Смирнова

Об обстоятельствах гибели А. К. Смирнова версии разнятся: по одной версии, он погиб в ночном бою при попытке прорыва из окружения, по другой в критический момент боя во избежание пленения застрелился.
Похоронен в селе Смирново Запорожской области Украины.

## Воинские звания
- прапорщик (1.01.1916)
- подпоручик (1916, за боевые отличия)
- поручик (1917, за боевые отличия)
- комдив (17.02.1936)
- комкор (4.11.1939)
- генерал-лейтенант (4.06.1940)

## Награды
- Орден Ленина (16.08.1936)
- 2 ордена Красного Знамени (20.12.1920, 31.05.1922)[13]
- Орден Отечественной войны I степени (6.05.1965, посмертно)
- Медаль «XX лет Рабоче-Крестьянской Красной Армии» (22.02.1938)